# 8099 Okudoiyoshimi
8099 Okudoiyoshimi eller 1993 TE är en asteroid i huvudbältet som upptäcktes den 8 oktober 1993 av de båda japanska astronomerna Hiroshi Abe och Seidai Miyasaka i Yatsuka. Den är uppkallad efter Yoshimi Okudoi.